# Атіна
Атіна (італ. Atina) — муніципалітет в Італії, у регіоні Лаціо,  провінція Фрозіноне.
Атіна розташована на відстані близько 115 км на схід від Рима, 38 км на схід від Фрозіноне.
Населення — 4335 осіб (2014).

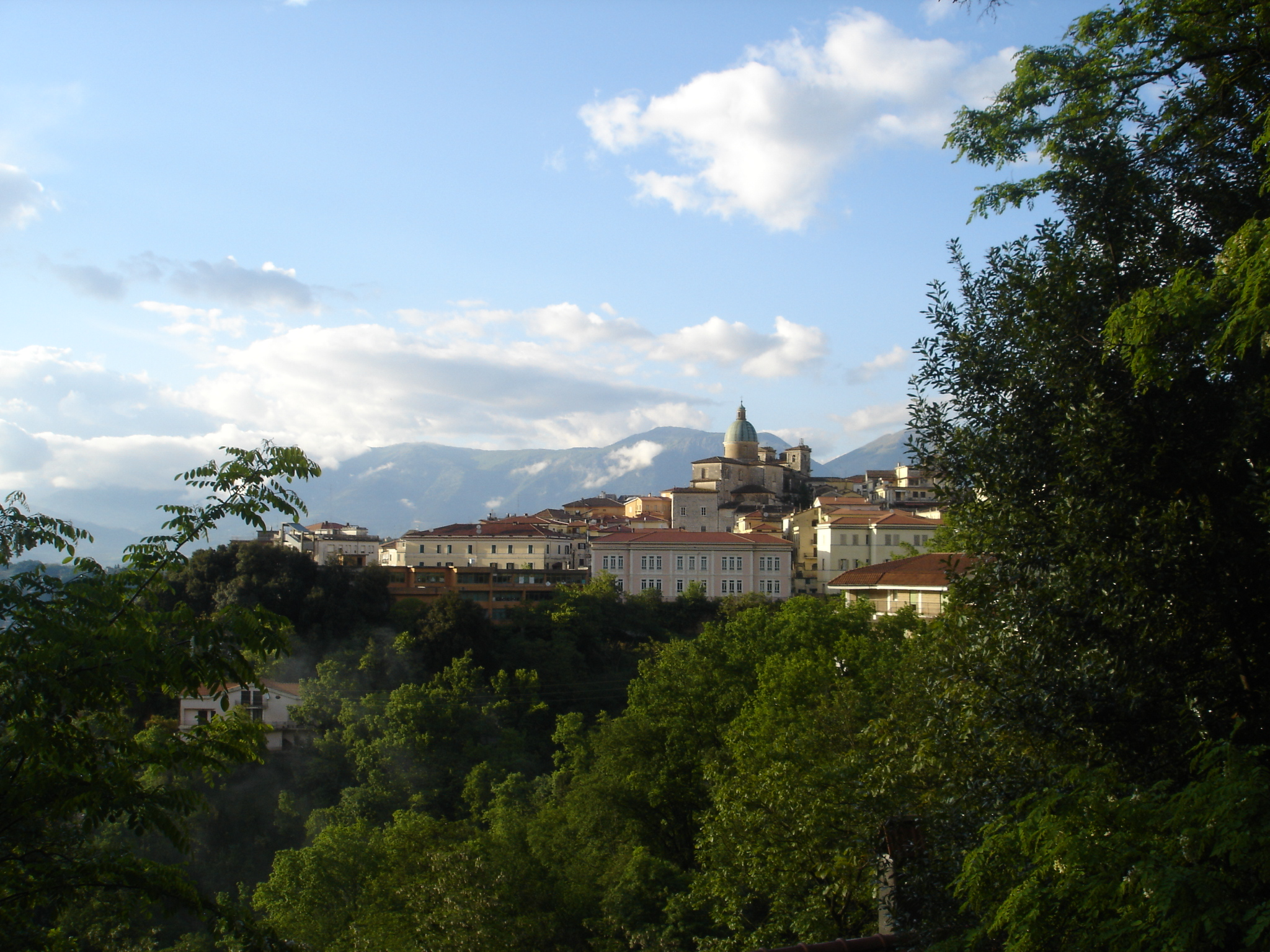

Щорічний фестиваль відбувається 1 жовтня. Покровитель — Святий Марко Атінський (Галілео).

## Демографія
Населення за роками:

Станом на 1 січня 2023 року в муніципалітеті офіційно проживали 233 іноземці з 33 країн, серед них 53 громадяни країн Євросоюзу та 12 громадян України.

## Клімат
| ATINA            | Місяці | Місяці | Місяці | Місяці | Місяці | Місяці | Місяці | Місяці | Місяці | Місяці | Місяці | Місяці | Пора | Пора | Пора | Пора | Рік  |
| ATINA            | Січ    | Лют    | Бер    | Кві    | Тра    | Чер    | Лип    | Сер    | Вер    | Жов    | Лис    | Гру    | Зим  | Вес  | Літ  | Осі  | Рік  |
| ---------------- | ------ | ------ | ------ | ------ | ------ | ------ | ------ | ------ | ------ | ------ | ------ | ------ | ---- | ---- | ---- | ---- | ---- |
| Темп. макс. (°C) | 9.7    | 10.6   | 11.2   | 16.2   | 20.3   | 25.4   | 28.9   | 29.1   | 24.9   | 19.2   | 13.3   | 10.3   | 10.2 | 15.9 | 27.8 | 19.1 | 18.3 |
| Темп. мін. (°C)  | 2.5    | 3.1    | 4.0    | 7.6    | 11.0   | 15.2   | 17.5   | 17.6   | 15.2   | 10.8   | 6.7    | 4.3    | 3.3  | 7.5  | 16.8 | 10.9 | 9.6  |

## Сусідні муніципалітети
- Альвіто
- Бельмонте-Кастелло
- Казалаттіко
- Казальв'єрі
- Галлінаро
- Пічиніско
- Терелле
- Вілла-Латіна